# Ruciany
Ruciany [ruˈt͡ɕanɨ] est un village polonais de la gmina de Bielany dans le powiat de Sokołów et dans la voïvodie de Mazovie, au centre-est de la Pologne.
Il est situé à environ 4 kilomètres au sud-est de Bielany, 11 kilomètres au sud de Sokołów Podlaski et à 88 kilomètres à l'est de Varsovie.